# Стівен Гейз
Стівен Гейз (англ. Steven C. Hayes; нар. 12 серпня 1948) — американський психолог, професор департаменту психології Університету Невади, розташованого у місті Ріно. Отримав широке визнання завдяки дослідженням мови людини та способів, якими вона сприймає світ (реляційна кадрова теорія). Також відомими є його роботи щодо різноманітних психологічних труднощів терапії прийняття та відповідальності(АСТ).

## Кар'єра
Стівен Гейз є шанованим науковцем та автором книг. Коментатор американського журналу «Тайм» Джон Клауд у своїй статті за 2006 рік стверджував: «Стівен Гейз є найкращим у своїй сфері. Він колишній президент видатної Асоціації поведінкової та когнітивної терапій, написав сам та у співавторстві близько 550 статей і 38 видань. Небагато психологів мають таку ж популярність». Його відома книга «Вийдіть з Своїх Думок та Увійдіть в Своє Життя» (2005) посіла двадцяте місце в списку усіх книг Amazon.com на початку 2006-го та місяць очолювала рейтинг видань для самотерапії у США. А в певний період часу навіть продавалась краще, ніж «Гаррі Поттер».
Перед тим, як писати про психологічні проблеми, С. Гейз сам став пацієнтом з ментальними відхиленнями. Його перша панічна атака відбулась раптово 1978 р. під час наради працівників психологічного департаменту Університету Північної Кароліни в Ґрінсборо, де працював професором-асистентом. Це зібрання переросло в холодну персональну та філософську дискусію, що часто буває у вищих навчальних закладах. І коли Стівен захотів висловити свою думку, то просто не зміг нічого вимовити. Коли кожен поглянув в його бік, то побачили, що рот Гейза міг лише відкриватись і закриватись, проте він не міг нічого сказати. Серце чоловіка зачасто билось, і він подумав, що стався серцевий напад. Йому тоді було 29. Після цього випадку також траплялись труднощі.
Проте деякі напрацювання Гейза суперечать офіційній медицині. Це було зауважено ще 2006 року виданням «Тайм». Тоді журнал опублікував статтю «Щастя ‒ це не нормально», у якій поставив під сумнів твердження психолога, що певний рівень болю чи дискомфорту є потрібним (воно виявилось абсолютно неприємним для гедоністично-орієнтованого західного мислення). Офіційна методика прийняття та відповідальності (Acceptance & Commitment Therapy) радить зменшувати силу негативних думок і замість "Я в депресії" думати "В мене є припущення, що я в депресії". Натомість С. Гейз стверджує, що мислення, що Ви цього не маєте, активує м’язи, які починають вас рухати саме в тому напрямку. Науковець наголошує, що не змушує людей думати негативно та відчувати біль, але є переконаним, що якщо ми його не визнаємо, то перетворимо маленьку проблему у велике страждання.
У статті "Щастя ‒ це не нормально" описано історію з життя психолога: «Один з пацієнтів з Сан-Франциско написав Гейзу: "Просто скажіть, як я можу проживати цінне, насичене життя, коли 24 години на добу почуваюсь пригніченим (маю тривогу, депресію, нестачу енергії, інертність)? Чи достатньо буде сказати "Я вибираю життя", щоби почати прямувати до омріяного існування всупереч нинішньому жахливому стану?" Гейз прочитав це повідомлення о 3-ій ночі, коли прокинувся від плачу своєї новонародженої дитини. А в 4:04 надіслав довгу відповідь, де було, зокрема, таке: «Ти запитуєш: "Чи можу я жити значимо і цінно навіть з моїм болем?" Нумо я поставлю тобі інше запитання: "Що якщо ти не можеш мати першого без другого? Що якщо мати таке життя означає бути пораненим. Але не сильний, смердючий біль... А швидше відкритий, чистий, як ножем по маслу, що належить смертній істоті, яка врешті-решт все віддасть та й кому буде до того різниця. Уяви всесвіт, де твої почуття, думки та спогади не є ворогами. Вони ‒ твоя історія, принесена в теперішній контекст, і твоя власна історія теж не є твоїм ворогом».
С. Гейз був президентом 25-го відділу Американської психологічної асоціації, Американської асоціації прикладної та профілактичної психології, Асоціації покращення поведінкової терапії та Асоціації контекстної поведінкової терапії. Обіймав посаду першого секретаря-скарбника Американського психологічного суспільства (відомого, як Асоціація психологічної науки), яке він допоміг сформувати.1992-го року був включений в перелік Інституту Наукової Інформації як 30-й "найвпливовіший" психолог у світі в 1986-1990 рр. (на підставі впливу цитат з його робіт у цей період).
Був одружений тричі, має чотирьох дітей.

## Зовнішні посилання
- Stevenchayes.com
- Steven C. Hayes, Ph.D. on the University of Nevada, Reno website
- Association for Contextual Behavioral Science website